# Ernst Behrend (Jurist)

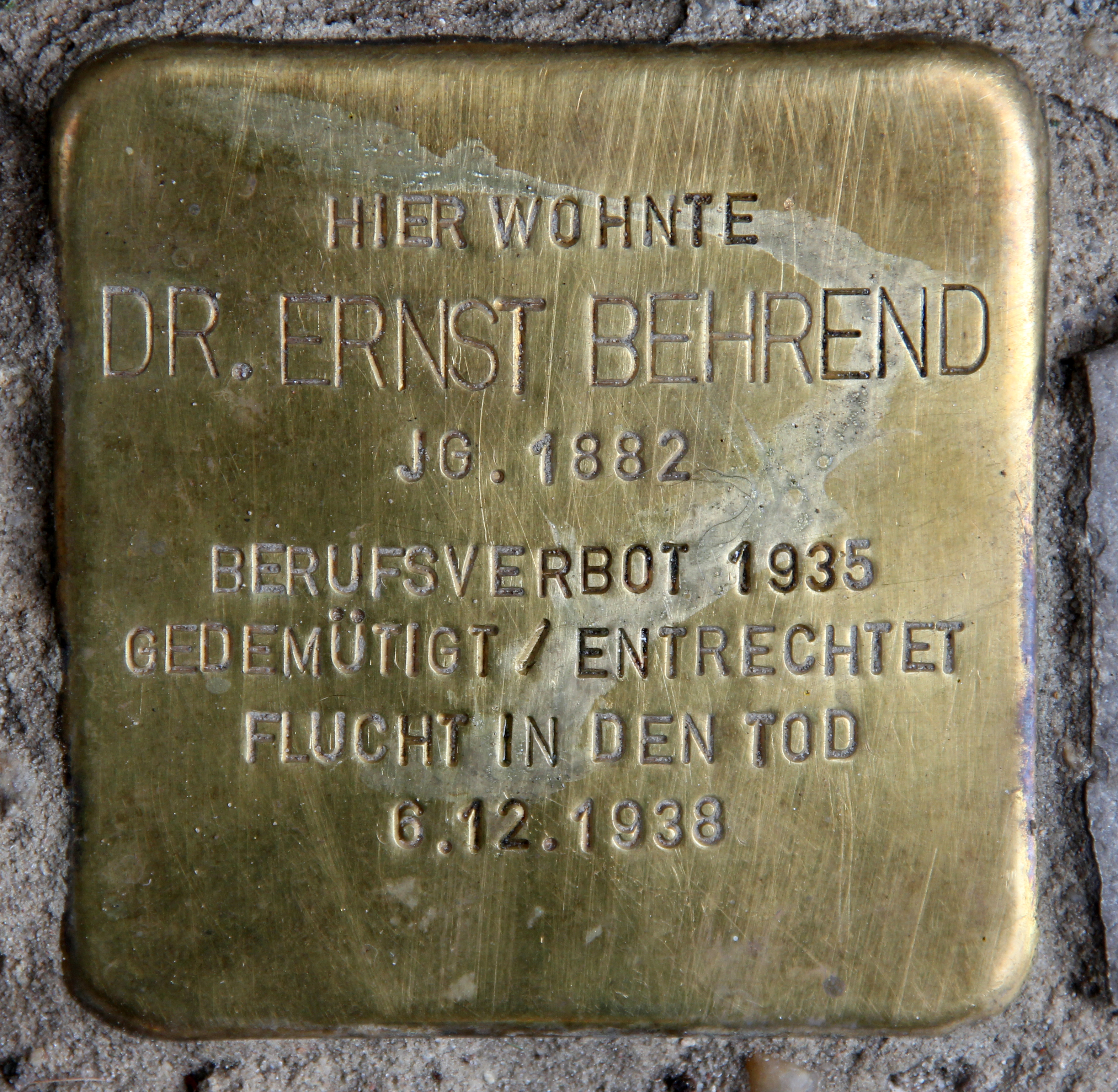
Stolperstein für Ernst Behrend in Berlin

Ernst Adolph Behrend (geboren am 6. Juni 1882 in Kolberg; gestorben am 6. Dezember 1938 in Berlin) war ein deutscher Jurist. Er war unter anderem Senatspräsident in Berlin.

## Leben und Werk
Er wurde als Sohn des Geheimen Medizinalrates Felix Behrend und dessen Ehefrau Rosa aus Königsberg geboren.
Nach dem Besuch des Domgymnasiums in Kolberg, wo er 1900 das Abitur ablegte, studierte er Rechtswissenschaften an den Universitäten Lausanne, München, Berlin und Kiel. 1905 promovierte er zum Dr. jur. Als Referendar war er danach in Pommern und in Altona tätig. 1910 wurde er Gerichtsassessor und ging im gleichen Jahr für einige Monate zum Studium des englischen Rechts und der Verwaltung nach London. Danach unternahm er ausgedehnte Studienreisen durch Schottland, Belgien und Frankreich.
Nach Deutschland zurückgekehrt war er von 1912 bis 1914 in Stettin tätig. Im Anschluss wurde er Amtsrichter in Charlottenburg. Unmittelbar nach Ausbruch des Ersten Weltkriegs erfolgte seine Einberufung zum Militärdienst. Er nahm als Hauptmann an der Marneschlacht in Frankreich teil, wurde 1916 in den kaiserlichen Generalstab nach Berlin und 1917 in das Konsulat nach Gotenburg in Schweden versetzt, wo er zum Vizekonsul ernannt wurde.
Nach Kriegsende kehrte er in die Weimarer Republik zurück, wo er 1919 im Polizeipräsidium Berlin zum Regierungsrat befördert wurde. 1921 wechselte er als Oberregierungsrat in das Reichsarbeitsministerium. 1922 wurde er Mitglied und später Senatsvorsitzender des Reichsversorgungsgerichts. 1926 erfolgte seine Ernennung zum ständigen Mitglied des Reichsversicherungsamts. Dort wurde er 1929 zum Senatspräsidenten befördert. Zum Jahresende 1935 ist Ernst Behrend aufgrund des Arierparagraphen in den Ruhestand versetzt worden. 1938 nahm er sich das Leben.
Ernst Behrend hatte sich auf Wohlfahrtspflege und Sozialgesetzgebung spezialisiert und war in den 1920er Jahren an der Ausarbeitung verschiedener Gesetze der Weimarer Republik beteiligt.

## Familie
Ernst Behrend heiratete am 8. Mai 1912 in Berlin Charlotte, die Tochter des Stadtverordneten Carl Gronewaldt. Aus der Ehe gingen die Söhne Horst, Werner und Ernst Günther hervor. Sie wohnten 1935 in Berlin-Halensee, Hektorstraße 12. und zogen dann in die Seesener Straße 28 um.

## Ehrungen
- Vor dem Haus Seesener Straße 28 in Charlottenburg-Wilmersdorf-Halensee wurde 2012 ein Stolperstein für Ernst Behrend verlegt.[4]

## Schriften (Auswahl)
- Ernst Behrend, Helene Hurwitz-Stranz[5]: Sammlung von Wohlfahrtsgesetzen des Deutschen Reiches und Preußens nebst d. allg. Wohlfahrtspflegegesetzen von Sachsen, Thüringen, Hamburg, Mecklenburg-Schwerin u. -Strelitz, Oldenburg, Lippe u. Lübeck. Teil: 1. Leipzig : W. de Gruyter, 1923
- Ernst Behrend, Helene Hurwitz-Stranz: Sammlung von Wohlfahrtsgesetzen des Deutschen Reiches und Preußens nebst d. allg. Wohlfahrtspflegegesetzen von Sachsen, Thüringen, Hamburg, Mecklenburg-Schwerin u. -Strelitz, Oldenburg, Lippe u. Lübeck. Teil: 2. Nebst Ausführungsgesetzen sämtl. Länder zum Reichsjugendwohlfahrtsgesetz. Leipzig : W. de Gruyter, 1925
- Versorgungsrecht und Versorgungsverfahren. 1927
- Versorgungs- und Fürsorgerecht : Ein Nachschlagebuch f. Theorie u. Praxis. Halberstadt : H. Meyer’s Buchdruckerei, Abt. Verlag, 1928